# Bertold Lasker

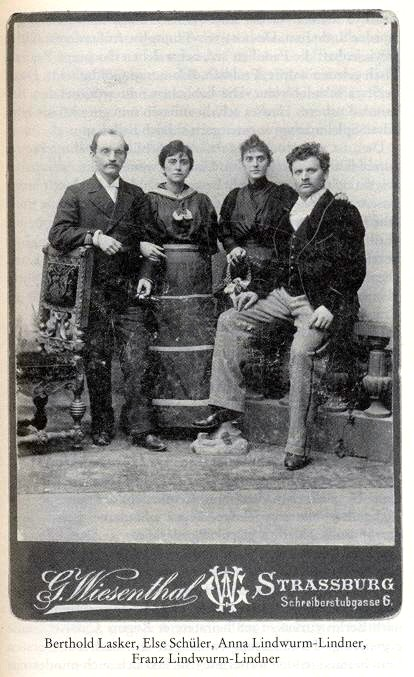
Bertold Lasker (links) mit Else Lasker-Schüler, Anna Lindwurm-Lindner und Franz Lindwurm-Lindner, um 1900

Bertold Lasker, auch Berthold Lasker, geboren als Jonathan Berthold Barnett Lasker (* 30. Dezember 1860 in Berlinchen, Neumark; † 19. Oktober 1928 in Berlin) war ein deutscher Schachmeister, Arzt und Schriftsteller. Er war in erster Ehe mit Else Lasker-Schüler verheiratet und der Bruder des Schachweltmeisters Emanuel Lasker.

## Biographie
Bertold Lasker war Sohn eines Chasans und Enkel eines angesehenen Rabbiners. In Berlin besuchte er das Werdersche Gymnasium und absolvierte 1879 das Abitur. Von 1881 bis 1888 studierte er Medizin an der Berliner Universität. Vorübergehend machte er sich für etwa ein Jahr als Arzt in Elberfeld ansässig, wo er seine spätere erste Ehefrau Else Lasker-Schüler kennenlernte. Nach der Eheschließung im Jahr 1894 lebte das Ehepaar in Berlin, wo Lasker sich als Facharzt für Haut- und Beinkrankheiten niederließ. Die Ehe mit der bekannten Dichterin verlief unglücklich. Im Jahr 1899 wurde ein Sohn geboren, wobei Lasker-Schüler die Vaterschaft Bertolds vor Gericht bestritt, was dem Amtsgericht glaubhaft erschien. Lasker-Schüler beschuldigte ihren Mann der Gewalttätigkeit, die Ehe wurde 1903 geschieden. Bertold Lasker begab sich Anfang des Jahrhunderts zu einem längeren Aufenthalt in die USA. Ohne Erfolg versuchte er in New York eine Zweitpraxis zu eröffnen. Anschließend lebte Lasker dauerhaft in Berlin. Er starb 1928 nur wenige Monate nach dem Tode seiner zweiten Frau Regina.

## Schachliche Erfolge
In den 1880er Jahren zählte Lasker neben Curt von Bardeleben, dem in Berlin studierenden Siegbert Tarrasch, Fritz Riemann, Emil Schallopp und Theodor von Scheve zu den stärksten Schachspielern Berlins und damit auch ganz Deutschlands. Tarrasch nannte Lasker einen „sehr genialen Spieler, dessen Stärke leider infolge seiner Nervosität selten in einem Turnier zu der ihr gebührenden Geltung gelangt ist“.
Lasker bestritt eine Reihe von Turnieren in Berlin: 1881 siegte er vor Tarrasch, 1890 teilte er sich „nach hartnäckigem Stichkampf“ mit seinem Bruder Emanuel den ersten Platz (vor Horatio Caro und Theodor von Scheve) beim „Turnier der Vereinigung Deutscher Schachmeister“, im Jahr 1891 wurde er Zweiter nach Horatio Caro. In seiner Zeit in den USA gewann Bertold Lasker 1902 die Meisterschaft des Staates New York.
Im Juni 1891 erreichte Lasker seine höchste historische Elo-Zahl von 2683.

## Bertold und Emanuel Lasker

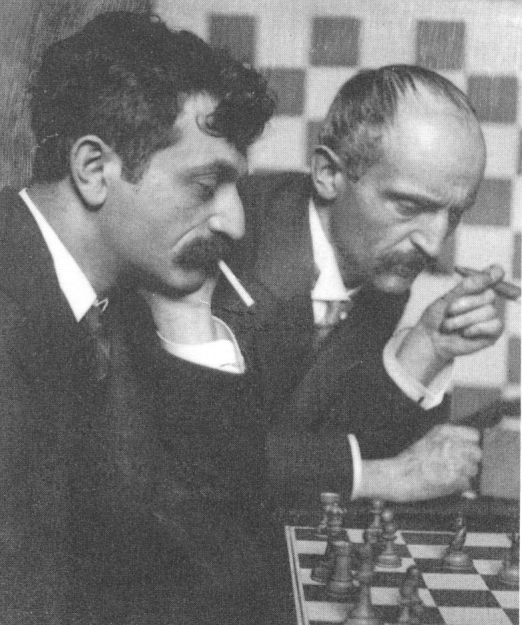
Bertold (rechts) und Emanuel Lasker bei der Analyse am Schachbrett im Jahre 1908 (Foto von Frank Eugene)

Bertolds schachgeschichtliche Hauptbedeutung liegt darin, dass er seinen acht Jahre jüngeren Bruder Emanuel, der in den 1880er Jahren bei ihm in Berlin wohnte, an das Spiel und die Schachszene heranführte. Emanuel Lasker war dann von 1894 bis 1921 Schachweltmeister. Bertold Lasker besaß weitgespannte Interessen und großes Wissen in den Bereichen Philosophie, Kunst und Vergleichende Sprachforschung. Mit seinem Bruder verfasste er 1925 das Theaterstück Vom Menschen die Geschichte. Das niemals aufgeführte Drama wird in der Literatur als „zutiefst sittliches, gedankenschweres Stück“ beschrieben.

## Werke
- Bertold und Emanuel Lasker: Vom Menschen die Geschichte. Drama in einem Vorspiel und fünf Akten. Weltbuchhandel, Berlin 1925 (Nachdruck: Promos, Pfullingen 2008, ISBN 978-3-88502-033-2).